# Miguel María Ocal
Miguel María Ocal fue un pintor español del siglo XIX.

## Biografía
Pintor natural de Madrid, fue discípulo de Vicente López y de la Academia de San Fernando. En las Exposiciones Nacionales de Bellas Artes de 1860 y 1862, presentó Cómo D. Quijote se hizo armar caballero por el ventero, El mismo preguntando a la cabeza encantada si fue verdad o sueño lo de la cueva de Montesinos y Una corrida de novillos. Esta última obra figuró también en la Exposición Internacional de Bayona celebrada en 1864.